# آتشفشان الید
آتشفشان الید (به عربی: برکان ألید) یک کوه در اریتره است که در منطقه دریای سرخ شمالی واقع شده‌است. آتشفشان الید ۹۰۴ متر بالاتر از سطح دریا واقع شده‌است.